# Palácio de Mukden
O Palácio de Mukden (em Chinês simplificado: 盛京宫殿; em chinês tradicional: 盛京宮殿; em pinyin: Shěngjīng Gōngdiàn) ou Shenyang Gugong (em Chinês simplificado: 沈阳故宫; em chinês tradicional: 瀋陽故宮; em pinyin: Shěnyáng Gùgōng), também conhecido como Palácio Imperial de Cheniangue, é o antigo Palácio Imperial da Dinastia Qing (1616-1910) da China. Fica localizado no centro da cidade de Cheniangue, antiga Mukden, na Manchúria.
Em 2004, o palácio foi declarado Património da Humanidade pela UNESCO, como extensão do sítio Palácios Imperiais das Dinastias Ming e Qing em Pequim e Shenyang.

## História

Esquema do Palácio de Mukden.

A construção do palácio teve início em 1625, durante o reinado do fundador da Dinastia Qing, Nurhaci. Em 1631 foram acrescentados outros edifícios por ordem do Imperador Huang-Taiji. Os três primeiros imperadores Quing viveram ali entre 1625 e 1644.
O Palácio de Mukden foi projectado para se assemelhar às tendas do povo manchu (大帐), enquanto que o alargamento tinha a ambição de copiar a Cidade Proibida de Pequim. No palácio são evidentes alguns elementos dos estilos arquitectónicos próprios das populações da Manchúria e do Tibete.

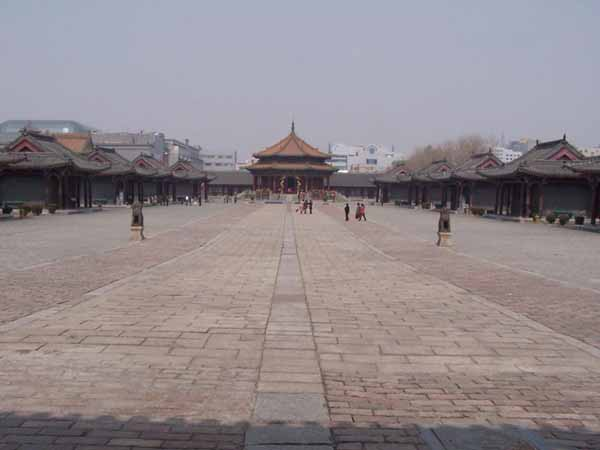
Galeria Dazheng, o mais antigo edifício do Palácio de Mukden.

Em 1644, quando a Dinastia Qing substituiu a Dinastia Ming em Pequim, o palácio perdeu o seu estatuto de residência oficial, tornando-se num simples palácio regional.
Em 1780, o Imperador Qianlong mandou construir novos edifícios, ampliando, assim, o palácio. Os imperadores seguintes ganahram o hábito de passar uma parte do ano no palácio.

### Museu
Em 1955, o Palácio de Mukden foi convertido num museu com o nome de Museu Palácio de Cheniangue.

## Galeria de Imagens do Palácio de Mukden

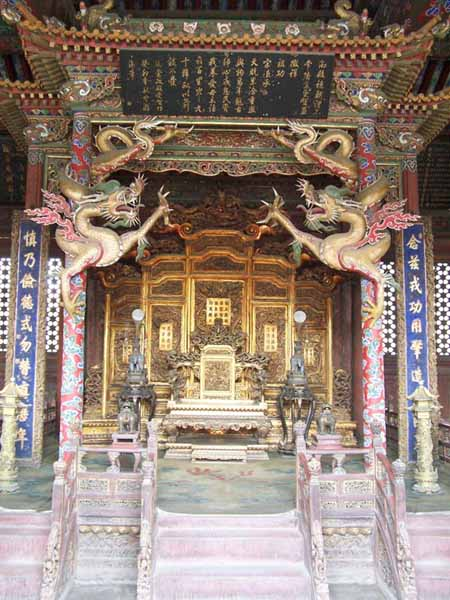
崇政殿内景 Trono na Galeria Chongzheng
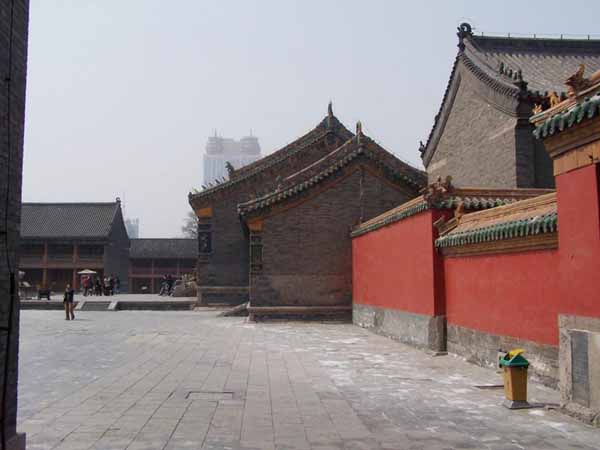
崇政殿侧立面 Galeria Chongzheng, visto de este para oeste
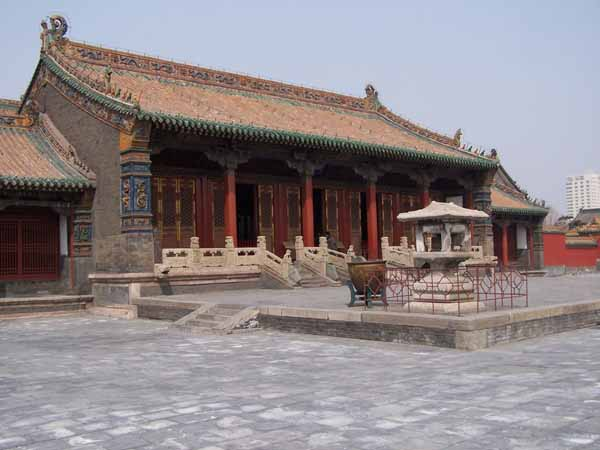
崇政殿前平台 plataforma em frente da Galeria Chongzheng
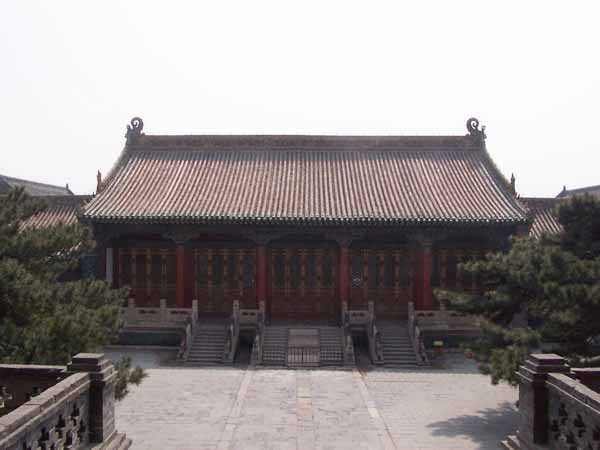
崇政殿北面 Traseiras da Galeria Chongzheng
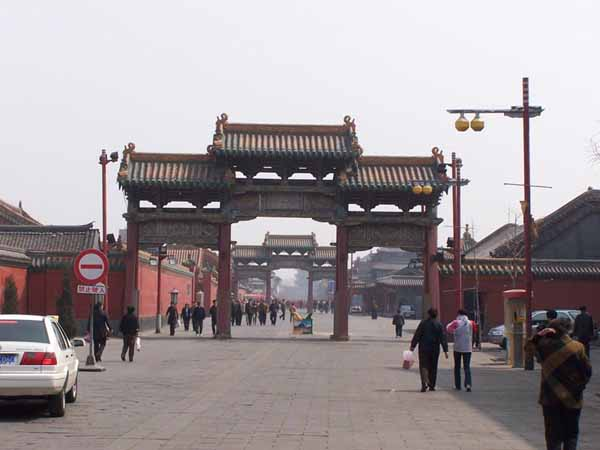
武功坊 Entrada do Palácio de Mukden
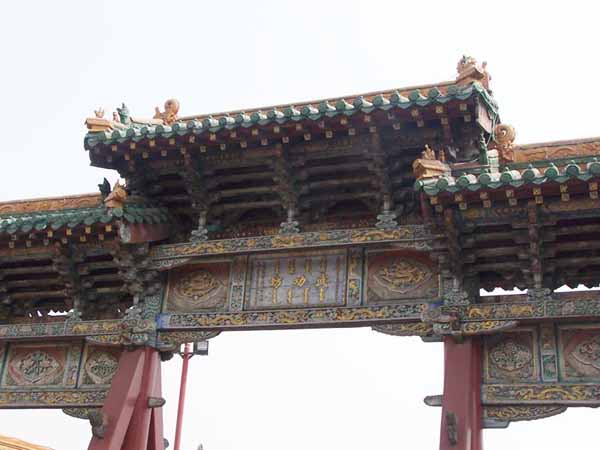
武功坊细部 Detalhe do portão de entrada
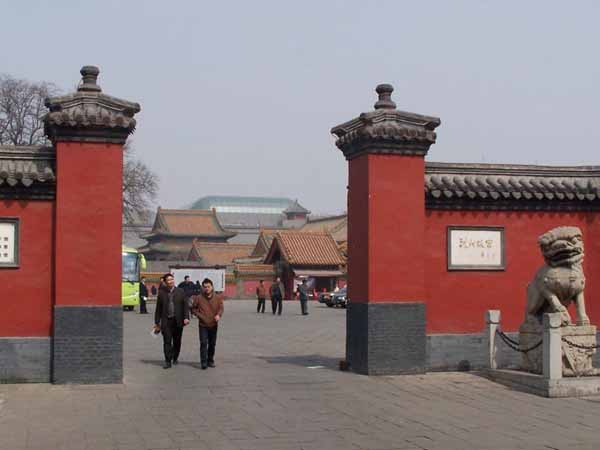
西路入口 Entradas para os pátios oeste do Palácio de Mukden
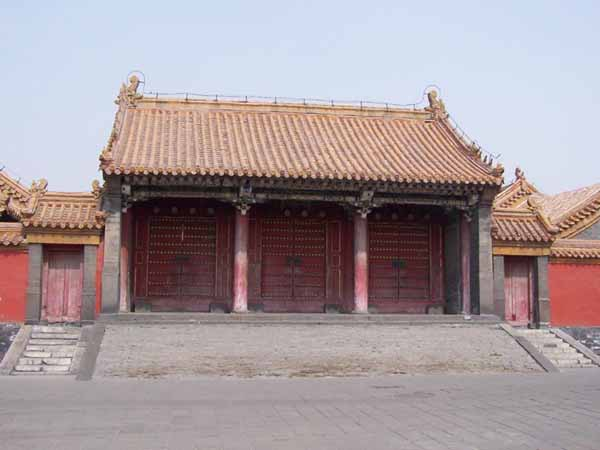
太庙之门 Portão de acesso ao santuário imperial
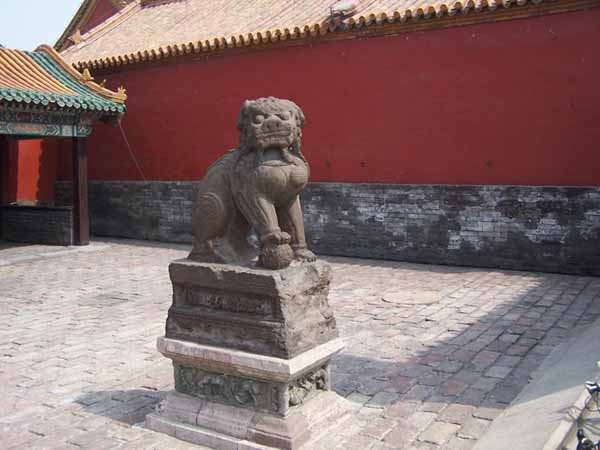
大清门前石狮 Um leão em pedra castanha em frente do portão principal, diferente dos leões de pedra branca da China
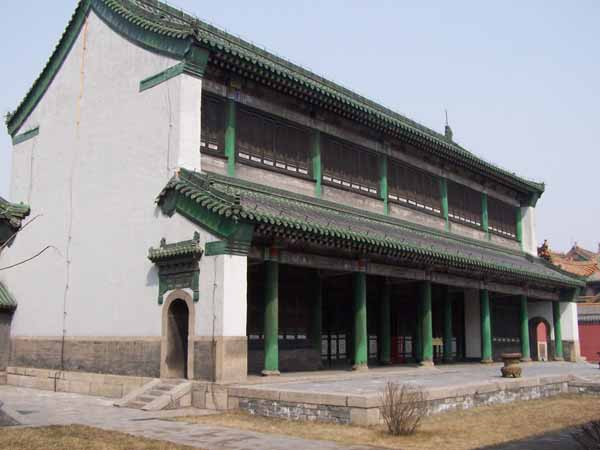
文溯阁 Biblioteca do Palácio de Mukden
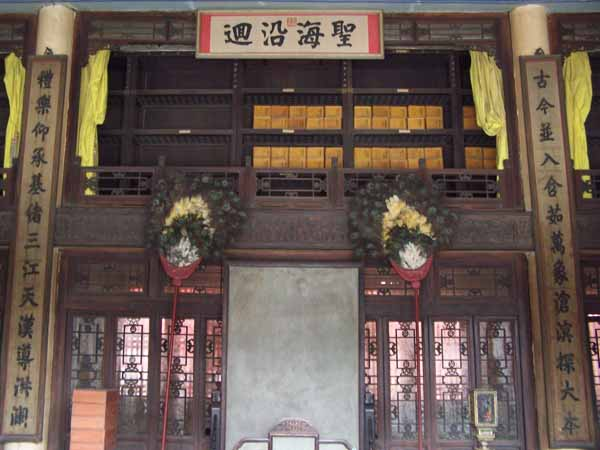
文溯阁内部 Interior da biblioteca
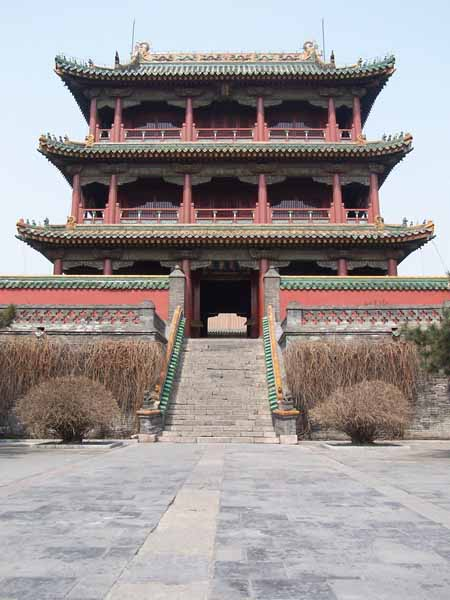
凤凰楼 Torre do Fénix, entrada do quarteirão residencial
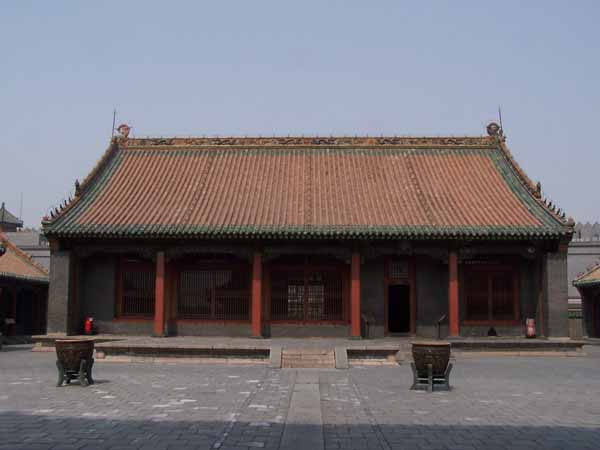
清宁宫 Palácio Qingning, habitação do imperador e da imperatriz
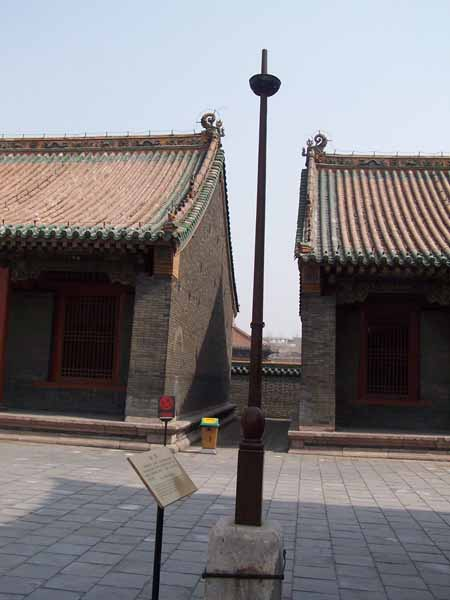
索伦竿，饲养鸟雀用 Poste para alimentar os corvos, aves sagradas na cultura Manchu
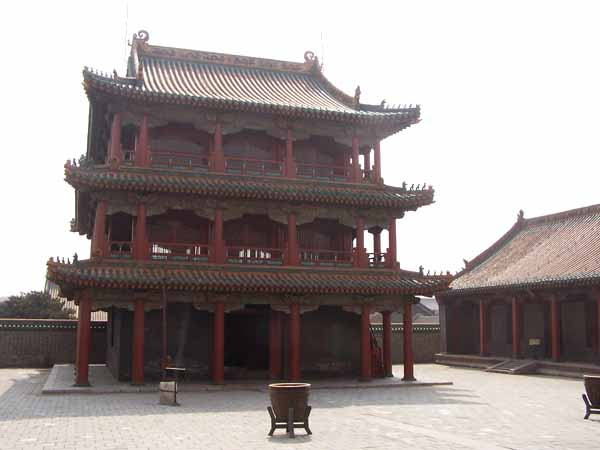
凤凰楼背面 Torre do Fénix vista do Palácio Qingning
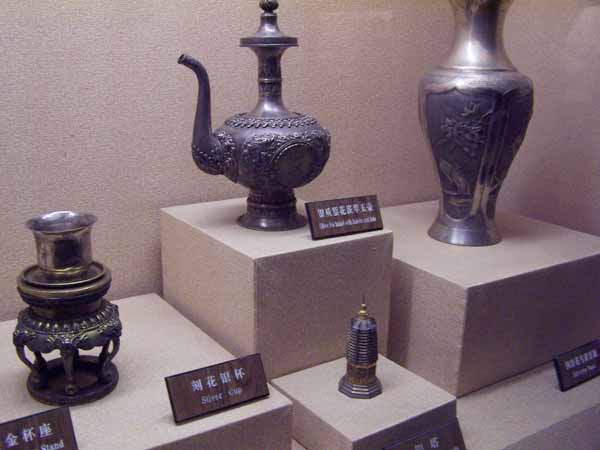
博物院藏品 Um conjunto de chá da colecção do Museu Palácio
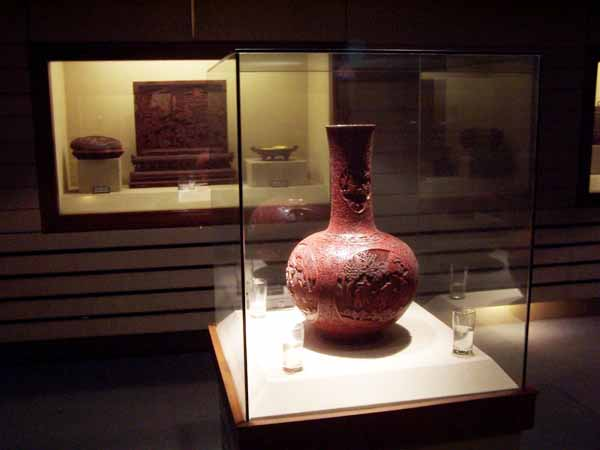
博物院藏品 Peça em laca do período Qianlong (meados do século XVIII)